# 西行の娘
西行の娘（さいぎょうのむすめ、推定生没年：保延3年（1137年）- 正治元年（1199年））は、平安時代末期から鎌倉時代初期にかけての尼僧。西行（佐藤義清）の娘で、俗名・法名とも不明であるため、一般には単に「西行の娘」と呼ばれている。

## 生涯
西行に娘がいたこと自体は、同時代の他の文献などからも確認出来るものの、断片的に触れているだけのものがほとんどであり、名前のことなど不明な点も多い。鴨長明の『発心集』では、西行が出家時に娘のことを弟に懇ろに頼んでいたとする。後に九条民部卿（藤原顕頼）の娘で母方の親戚であった「冷泉殿」の養女となったとある。さらにその後、出家して母（西行の妻）と共に高野山の麓の天野の地に住んだとされる。

## 『西行物語』における西行の娘
西行が出家の際にすがりつく娘を蹴落として家を出たという『西行物語』に描かれた逸話が知られている。江戸時代に広まった『西行物語』の版本には、この他に「父と娘とが再会した話」、「父のすすめで出家した話」や「出家後は母と共に高野山の麓の天野の地で修行に明け暮れた話」、「生涯男を知らないままで死去した話」といったいくつかの逸話が含まれている。しかしそもそも『西行物語』は、生涯に何度かにわたって行われたと見られる西行の奥州など遠方への旅を一度きりのものとして描くなど、史実を忠実に記録したものではないと考えられている。加えて、『西行物語』は写本・版本間の異同が大きい作品であり、古い時代の写本（例えば鎌倉中期の伝阿仏尼写本）では父の出家時の逸話しか存在しないため、それ以外の話は後世の付加の可能性が高く、これらを元に史実を探ることは困難であるとする見方も存在する。

## 関連遺跡
西行の妻と娘が修行しながら住んだと伝えられる和歌山県伊都郡かつらぎ町上天野には
- 西行の妻と娘の墓と伝えられている墓
- 西行の妻と娘の住まいとしたとされる庵を再建した「西行堂」[6]
- 西行の妻と娘を供養した四基の宝篋印塔

といった遺跡が存在している。

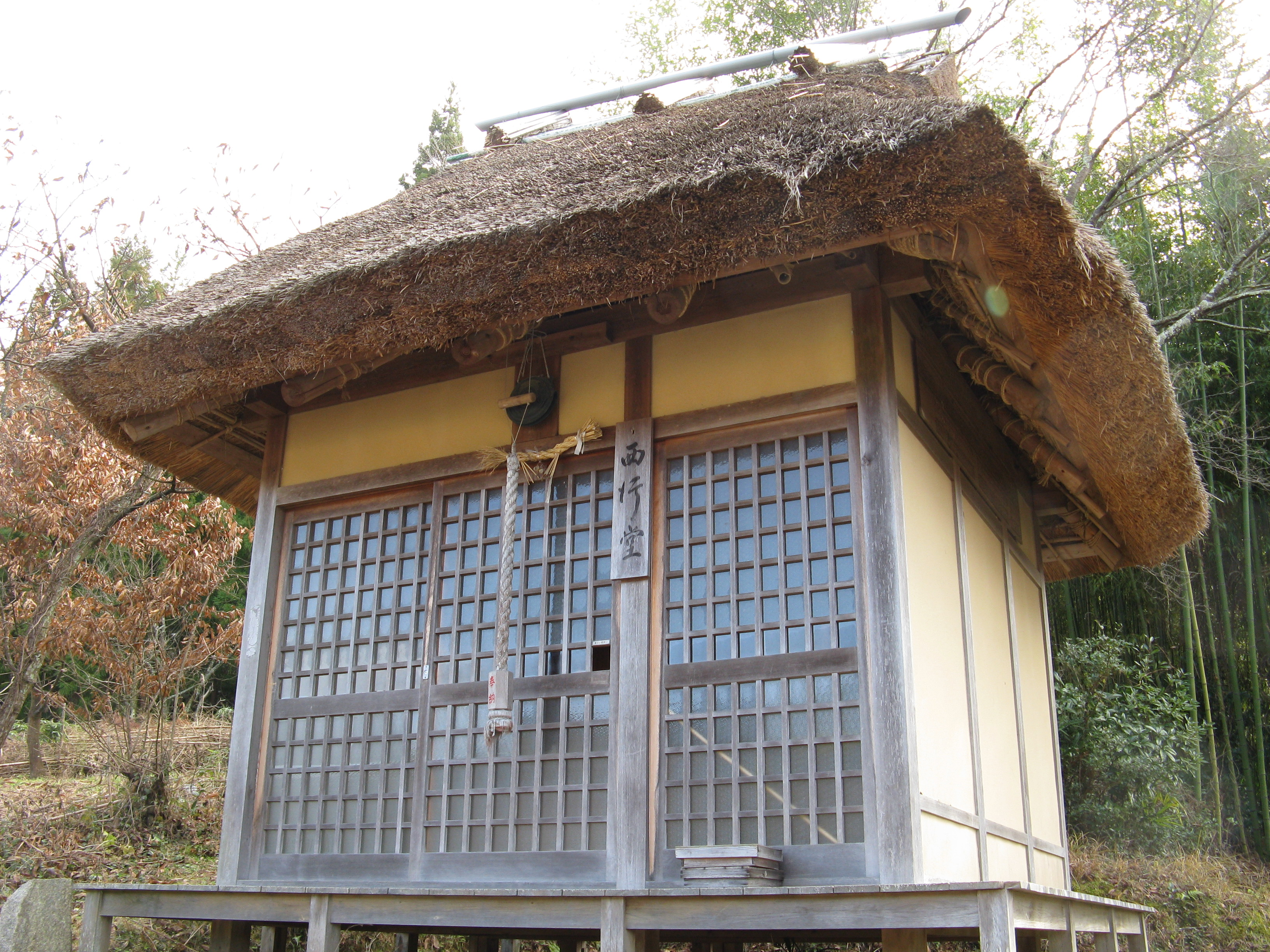
西行堂
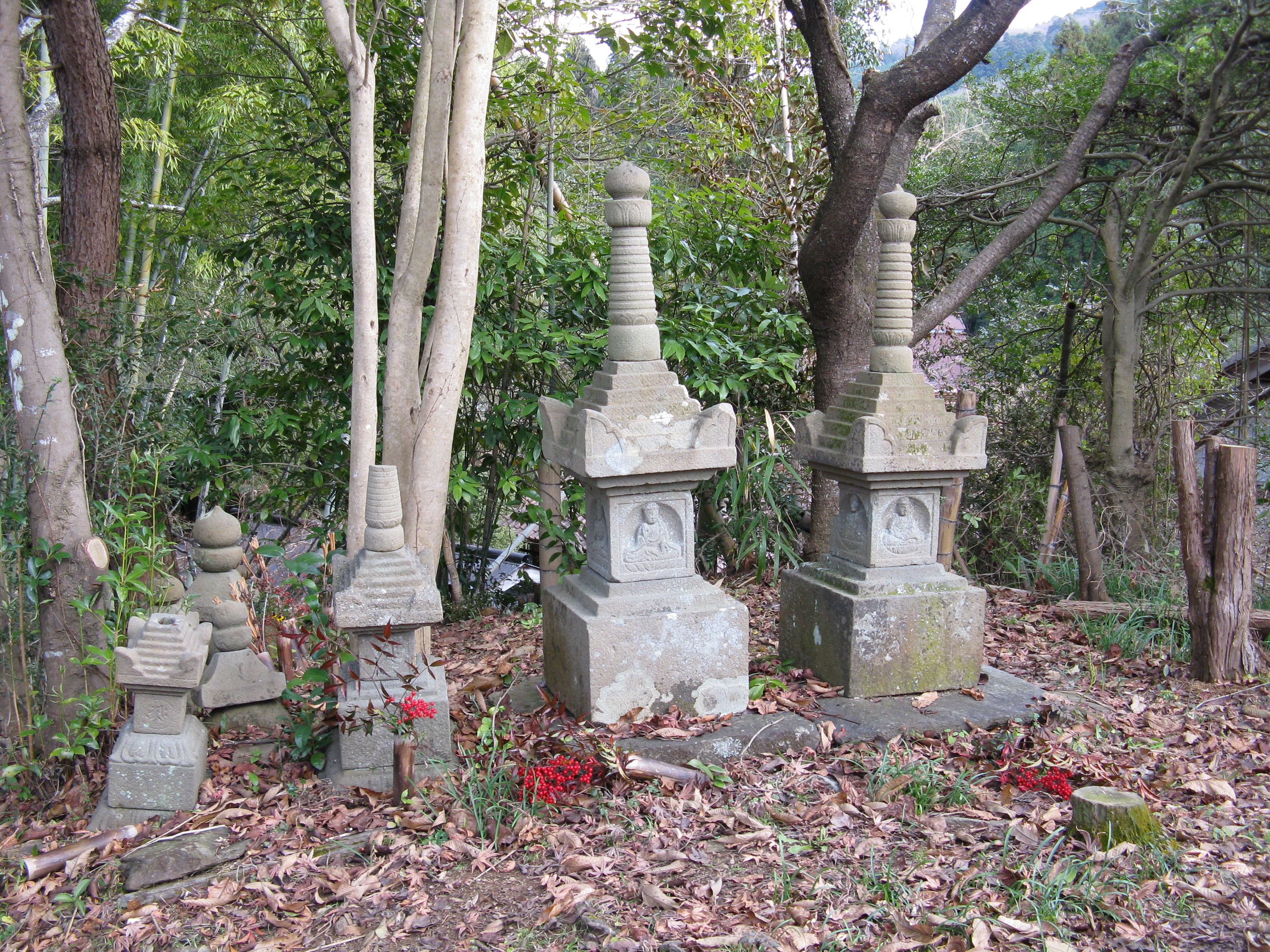
西行の妻と娘の宝篋印塔（右の二基は和歌山県文化財）